# Nienke Kingma
Nienke Kingma (Driebergen-Rijsenburg, 12 febbraio 1982) è una canottiera olandese, vincitrice della medaglia d'argento nell'8 con alle Olimpiadi di Pechino 2008.

## Palmarès
- Olimpiadi

Pechino 2008: argento nell'8 con.
Londra 2012: bronzo nell'8 con.
- Campionati del mondo di canottaggio

2009 - Poznań: bronzo nell'8 con.
2010 - Cambridge: oro nel 4 senza.